# Батталов, Салих Вазыхович
Салих Вазыхович Батталов (Салих Батта́л, Салихзян Батта́л; тат. Салихҗан Вазыйх улы Батталов; 5 августа 1905, Большие Тиганы, Казанская губерния — 12 марта 1995, Казань) — татарский писатель, поэт и драматург.

## Биография
Салих Баттал родился в многодетной крестьянской семье. Из его ставших известными братьев можно назвать Мубарака Баттала и Абдуллу Баттала.
Салих учился в медресе родной деревни и в медресе Шигаб хезрета в Чистополе. Однако во время Гражданской войны белочехи захватили Чистополь, медресе было закрыто, и Салих вернулся домой. В 1922 г. он вместе с семьёй старшей сестры Лейли уехал в Подмосковье.
В Подмосковье Салих Баттал зарабатывал на жизнь самым разным тяжёлым трудом — от сбора овощей в частных огородах до разгрузки вагонов. Тогда же он начал писать стихи — они впервые были опубликованы сначала в стенгазете «Заря молодёжи» на Соболево-Щёлковской ткацкой фабрике, куда устроился на работу Салих Баттал, а затем — в московской татарской газете «Эшче» («Рабочий»), после того, как этим стихам дал высокую оценку писатель Махмуд Максуд.
В то же время (1924—1926 гг.), когда он учился на двухгодичных татаро-башкирских общеобразовательных курсах, его стихи стали регулярно публиковаться в периодической печати. В этот же период написал свою первую пьесу, которую поставили на сцене рабочего театра в Москве. После окончания курсов Салих Баттал устроился рабочим на Вербильскую фарфоровую фабрику в Подмосковье.
В 1927 г. поступил в Ленинградскую школу Военно-воздушных сил Красной Армии; в том же году вступил в ВКП(б). Проходил практику в Оренбургской школе воздушного боя, осваивал военные самолёты разных типов. После успешного завершения учебы три года служил в авиаотрядах Брянска и Казани. С апреля 1933 г. — лётчик-испытатель Специального конструкторского бюро при Научно-исследовательском институте ВВС.
Во время военной службы продолжал литературное творчество: писал стихи, пьесы. Впервые ввёл в татарскую литературу тему героической лётной романтики. В 1929 г. в Москве, в Центральном издательстве народов СССР был выпущен его первый сборник стихов «Еллар жыры» («Мелодия времени»). Через два года вышел второй сборник под тем же названием. В 1928 году им была написана комедия «Организатор», которую неоднократно ставили на сцене Московского центрального татарского рабочего театра. Другую пьесу («Платок») успешно поставили в Татарском государственном академическом театре в Казани.
В 1935 г. временно оставил военную службу и занимался литературным творчеством. В 1935 г. был издан его роман «Лётчики» («Очучылар»), в 1939 г. была выпущена научно-популярная книга «В облаках» («hава-дингезендэ»). Кроме того, заметной темой в творчестве писателя становится село, о котором он написал многочисленные лирические стихи, баллады, поэмы.
Во время Великой Отечественной войны служил лётчиком в Военно-воздушных силах Тихоокеанского флота, участвовал в войне с Японией. Тема Великой Отечественной войны нашла яркое отражение в литературной деятельности татарского писателя — в поэме «Капитан Гастелло» (1942 г.), повести «Кто восьмой?» («Сигезенче кем?») и в патриотических стихах.
В послевоенные годы написал повесть в стихах «По столбовой дороге» («Олы юл буйлап»), посвящённую социальным противоречиям села. Прямота и смелость суждений Салиха Баттала в этой повести не получила одобрения татарских критиков, и повесть даже не хотели издавать на языке оригинала, поэтому впервые она была напечатана на русском языке в журнале «Новый мир».
Критические взгляды Салиха Баттала в 1961—1963 гг. привели к т. н. «делу Салиха Баттала». Его стихотворение «Письмо Батый-хану» (1961 г., проводилась довольно смелая в те времена мысль о том, что все правители от Батыя до Хрущёва являются носителями культа личности) и публицистическая статья в связи с обсуждением проекта новой программы КПСС и подготовкой новой Конституции СССР (выдвигалось предложение преобразовать Татарскую автономную республику в союзную республику СССР) вызвали резкое возмущение в партийных органах и в писательской среде. Салих Баттал настаивал на своем гражданском праве свободно высказываться по актуальным вопросам общественной жизни. В итоге Салиха Баттала исключили из рядов КПСС.
Самым значительным эпическим произведением Салиха Баттала стал его роман «На земле Черемшана» — «Чирмешэн якларында», написанный в 1934—1970 гг.
Переводил на татарский язык произведения А. С. Пушкина, В. В. Маяковского.

## Творчество
- «Еллар жыры» («Мелодия времени», 1929 г.) — сборник стихов
- «Еллар жыры» («Мелодия времени», 1931 г.) — сборник стихов
- «Записки лётчика» (1931 г.) — сборник рассказов
- «Летчики» («Очучылар», 1935 г.) — роман
- «В облаках» («Хава дингезенде», 1939 г.)
- «Стихи» (1940 г.) — сборник стихов
- «Капитан Гастелло» (1942 г.) — поэма
- «Родина мать» (1944 г.) — сборник стихов
- «Кто восьмой?» («Сигезенче кем?»)
- «По столбовой дороге» («Олы юл буйлап», 1950 г.) — повесть в стихах
- «Советские люди» (1962 г.) — сборник рассказов
- «В небе Чукотки» (1967 г.)
- «На земле Черемшана» («Чирмешэн якларында», 1970 г.) — роман в стихах

## Награды
- Орден Трудового Красного Знамени (14 июня 1957).

## Память
В память о Салихе Баттале названы улица и музей в его родном селе Большие Тиганы. В ноябре улица братьев Батталовых появилась в Казани. Она расположена в Приволжском районе города, около городка РКБ и автовокзала "Южный".